# Temporada 1978-79 de los Atlanta Hawks
La temporada 1978-79 fue la undécima de los Atlanta Hawks en la NBA en su ubicación de Atlanta, la trigésima en la liga y la trigésimo tercera desde su fundación. La temporada regular acabó con 46 victorias y 36 derrotas, ocupando el quinto puesto de la Conferencia Este, clasificándose para los playoffs, en los que cayeron en semifinales de conferencia ante Washington Bullets en el séptimo y definitivo partido.

## Elecciones en elDraft
| Ronda | Puesto | Jugador     | Posición | Nacionalidad   | Universidad |
| ----- | ------ | ----------- | -------- | -------------- | ----------- |
| 1     | 10     | Butch Lee   | Base     | Puerto Rico    | Marquette   |
| 1     | 16     | Jack Givens | Escolta  | Estados Unidos | Kentucky    |
| 2     | 25     | Rick Wilson | Escolta  | Estados Unidos | Louisville  |

## Temporada regular
| División Central    | División Central | División Central | División Central | División Central | División Central | División Central | División Central | División Central |
| Equipo              | G                | P                | %                | PD               | Casa             | Fuera            | Div              |                  |
| ------------------- | ---------------- | ---------------- | ---------------- | ---------------- | ---------------- | ---------------- | ---------------- | ---------------- |
| y-San Antonio Spurs | 48               | 34               | .585             | –                | 29–12            | 19–22            | 11–9             |                  |
| x-Houston Rockets   | 47               | 35               | .573             | 1                | 30–11            | 17–24            | 12–8             |                  |
| x-Atlanta Hawks     | 46               | 36               | .561             | 2                | 34–7             | 12–29            | 14–6             |                  |
| Cleveland Cavaliers | 30               | 52               | .366             | 18               | 20–21            | 10–31            | 6–14             |                  |
| Detroit Pistons     | 30               | 52               | .366             | 18               | 22–19            | 8–33             | 9–11             |                  |
| New Orleans Jazz    | 26               | 56               | .317             | 22               | 21–20            | 8–33             | 9–15             |                  |

## Playoffs

### Primera ronda
Atlanta Hawks vs. Houston Rockets 
| Fecha       | Partido                                | Ciudad  |
| ----------- | -------------------------------------- | ------- |
| 11 de abril | Houston Rockets 106, Atlanta Hawks 109 | Houston |
| 13 de abril | Atlanta Hawks 100, Houston Rockets 91  | Atlanta |
|             | Atlanta Hawks gana las series 2-0      |         |

### Semifinales de Conferencia
Washington Bullets vs. Atlanta Hawks
| Fecha       | Partido                                   | Ciudad   |
| ----------- | ----------------------------------------- | -------- |
| 15 de abril | Washington Bullets 103, Atlanta Hawks 89  | Landover |
| 17 de abril | Washington Bullets 99, Atlanta Hawks 107  | Landover |
| 20 de abril | Atlanta Hawks 77, Washington Bullets 89   | Atlanta  |
| 22 de abril | Atlanta Hawks 118, Washington Bullets 120 | Atlanta  |
| 24 de abril | Washington Bullets 103, Atlanta Hawks 107 | Landover |
| 26 de abril | Atlanta Hawks 104, Washington Bullets 86  | Atlanta  |
| 29 de abril | Washington Bullets 100, Atlanta Hawks 94  | Landover |
|             | Washington Bullets gana las series 4-3    |          |

## Estadísticas
| Rk | Jugador        | Edad | P  | PT | MP   | TC  | TCI  | %TC  | TL  | TLI | %TL  | RO  | RD  | RT   | AS  | RB  | TAP | BP  | FP  | PTS  |
| -- | -------------- | ---- | -- | -- | ---- | --- | ---- | ---- | --- | --- | ---- | --- | --- | ---- | --- | --- | --- | --- | --- | ---- |
| 1  | Dan Roundfield | 25   | 80 |    | 31.7 | 5.8 | 11.5 | .504 | 3.8 | 5.3 | .714 | 4.1 | 6.7 | 10.8 | 1.6 | 1.1 | 2.2 | 2.6 | 4.5 | 15.3 |
| 2  | Eddie Johnson  | 23   | 78 |    | 30.9 | 6.4 | 12.6 | .510 | 3.1 | 3.7 | .832 | 0.8 | 1.3 | 2.2  | 4.6 | 1.6 | 0.1 | 2.7 | 3.1 | 16.0 |
| 3  | Armond Hill    | 25   | 82 |    | 30.8 | 3.6 | 8.3  | .434 | 3.0 | 3.5 | .854 | 0.5 | 1.5 | 2.0  | 5.9 | 1.2 | 0.2 | 2.5 | 3.6 | 10.2 |
| 4  | John Drew      | 24   | 79 |    | 30.5 | 8.2 | 17.4 | .473 | 6.3 | 8.6 | .731 | 2.8 | 3.8 | 6.6  | 1.5 | 1.6 | 0.2 | 2.7 | 4.2 | 22.7 |
| 5  | Steve Hawes    | 28   | 81 |    | 27.2 | 4.6 | 9.3  | .492 | 1.3 | 1.6 | .818 | 2.3 | 5.0 | 7.3  | 2.3 | 1.0 | 0.6 | 1.8 | 3.3 | 10.5 |
| 6  | Tree Rollins   | 23   | 81 |    | 23.5 | 3.7 | 6.9  | .535 | 1.1 | 1.7 | .631 | 2.7 | 4.6 | 7.3  | 0.6 | 0.6 | 3.1 | 1.1 | 4.0 | 8.4  |
| 7  | Butch Lee      | 22   | 49 |    | 20.3 | 2.9 | 6.4  | .460 | 1.8 | 2.4 | .752 | 0.2 | 1.0 | 1.2  | 3.4 | 1.1 | 0.0 | 2.0 | 1.8 | 7.7  |
| 8  | Terry Furlow   | 24   | 29 |    | 19.9 | 3.9 | 8.1  | .481 | 2.1 | 2.4 | .857 | 1.1 | 1.3 | 2.4  | 2.8 | 0.6 | 0.4 | 1.6 | 1.4 | 9.9  |
| 9  | Jack Givens    | 22   | 74 |    | 18.2 | 3.2 | 7.6  | .415 | 1.4 | 1.8 | .756 | 1.3 | 1.6 | 2.9  | 1.1 | 1.0 | 0.2 | 1.0 | 1.6 | 7.7  |
| 10 | Tom McMillen   | 26   | 82 |    | 17.0 | 2.8 | 6.1  | .466 | 1.3 | 1.5 | .891 | 1.6 | 2.5 | 4.0  | 0.8 | 0.2 | 0.4 | 1.1 | 2.6 | 7.0  |
| 11 | Charlie Criss  | 30   | 54 |    | 16.3 | 2.0 | 5.4  | .377 | 1.2 | 1.6 | .779 | 0.4 | 0.8 | 1.1  | 2.6 | 0.8 | 0.1 | 1.5 | 1.3 | 5.3  |
| 12 | Rick Wilson    | 22   | 61 |    | 9.7  | 1.3 | 3.2  | .411 | 0.4 | 0.7 | .545 | 0.3 | 0.9 | 1.2  | 1.2 | 0.5 | 0.1 | 0.7 | 1.1 | 3.0  |
| 13 | Keith Herron   | 22   | 14 |    | 5.8  | 1.0 | 3.4  | .292 | 0.9 | 0.9 | .923 | 0.3 | 0.4 | 0.7  | 0.2 | 0.4 | 0.1 | 0.4 | 0.8 | 2.9  |

## Galardones y récords
| Jugador       | Galardón                               |
| Eddie Johnson | 2.º Mejor quinteto defensivo de la NBA |